# 胡麻鯖

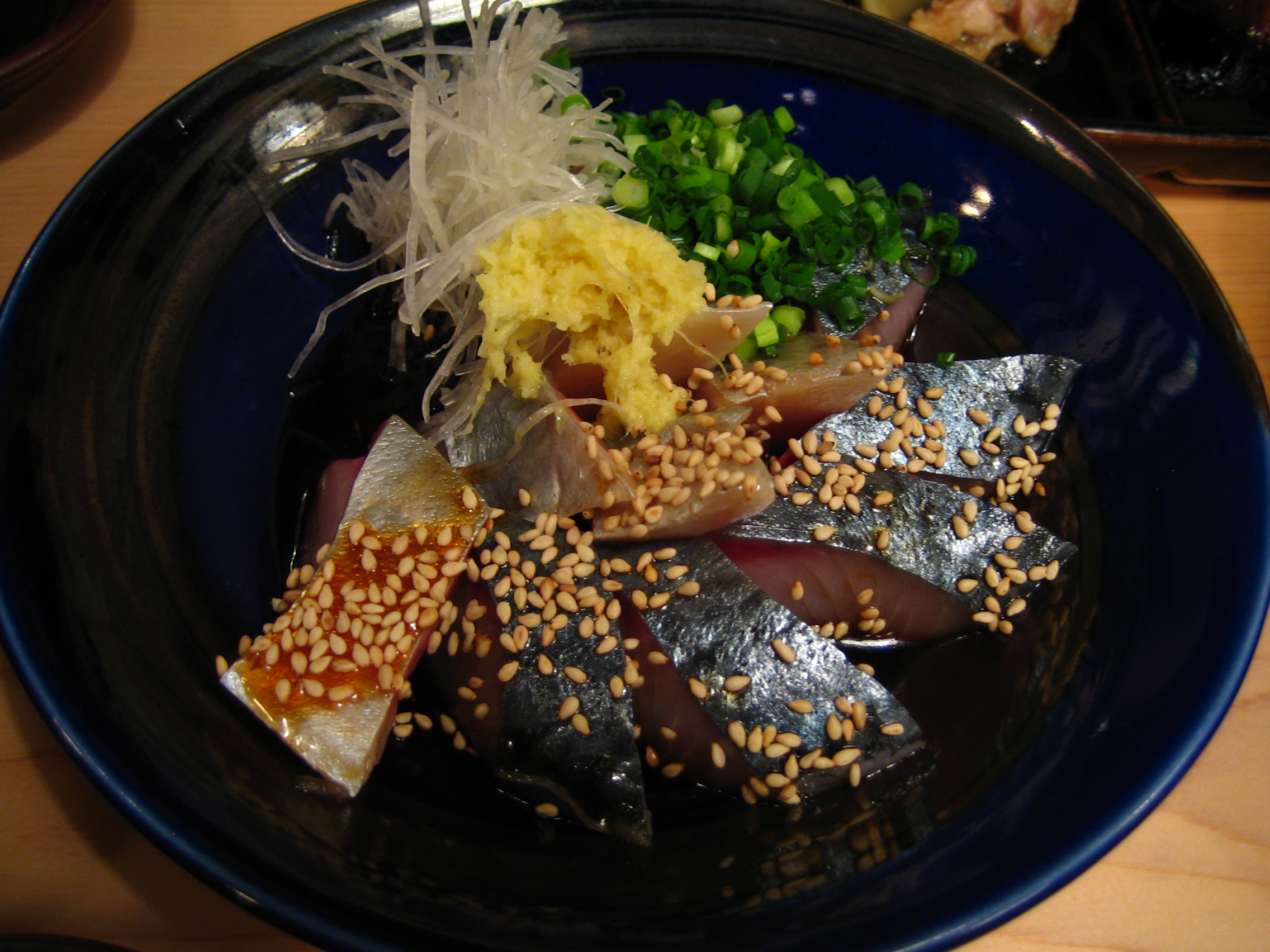
ごまさば

胡麻鯖（ごまさば）は、福岡県の郷土料理の一つ。
サバの刺身を醤油、炒りゴマ、味醂を加えて和えたもの。おろしショウガ、ワサビ、もみ海苔等の薬味が追加される場合もある。そのまま食べる他にも、飯に乗せて湯等をかけ茶漬け風にして食べる場合もある。こうした食べ方が広がったのは、醤油が一般的に手に入るようになった江戸時代後期から明治時代初期ではないかとされている。
使うサバは新鮮でないと食中毒の危険がある。食中毒の原因となる寄生虫アニサキスは目視できる大きさであるが、酢に漬け込むだけでは死ぬことはない。しかし、長崎県や福岡県など日本海側で獲れるマサバに寄生するアニサキスは、太平洋側のマサバに寄生するアニサキスと比べて、刺身として食する部位への移動が少ないという特徴がある。福岡県や大分県など九州でサバの生食文化が根付いているのは、生で食べても食中毒になりにくいことの影響という。福岡でこの料理を食べ、その味が忘れられず地元で作って中毒に襲われることもあるという。